# Новомлинівська сільська рада (Борзнянський район)
Новомлинівська сільська́ ра́да — колишня адміністративно-територіальна одиниця та орган місцевого самоврядування в Борзнянському районі Чернігівської області. Адміністративний центр — село Нові Млини.

## Загальні відомості
- Територія ради: 53,56 км²
- Населення ради: 1 342 особи (станом на 2001 рік)

Новомлинівська сільська рада зареєстрована 1918 року. Стала однією з 26-ти сільських рад Борзнянського району і одна з 16-ти, яка складається більше, ніж з одного населеного пункту.

## Населені пункти
Сільській раді підпорядковані населені пункти:
- с. Нові Млини (905 осіб)
- с. Кербутівка (420 осіб)
- с. Червона Гірка (17 осіб)

## Керівний склад попередніх скликань
| Прізвище, ім'я, по батькові   | Основні відомості                                                         | Дата обрання | Дата звільнення |
| ----------------------------- | ------------------------------------------------------------------------- | ------------ | --------------- |
| Козаченко Микола Васильович   | Сільський голова, 1948 року народження, безпартійний                      | 26.03.2006   | 31.10.2010      |
| Микитенко Антоніна Михайлівна | Сільський голова, 1962 року народження, освіта вища, член Народної партії | 31.10.2010   |                 |

Примітка: таблиця складена за даними сайту Верховної Ради України

### Депутати
За результатами місцевих виборів 2010 року депутатами ради стали:

#### За суб'єктами висування
| Суб'єкт висування                                       | Кількість обраних депутатів | %    |
| ------------------------------------------------------- | --------------------------- | ---- |
| Партія регіонів                                         | 7                           | 43,8 |
| Народна партія                                          | 5                           | 31,3 |
| Політична партія Всеукраїнське об'єднання «Батьківщина» | 2                           | 12,5 |
| Політична партія «Сильна Україна»                       | 1                           | 6,3  |
| Самовисування                                           | 1                           | 6,3  |

#### За округами
| № округу                                                | Прізвище, ім'я, по батькові   | Дата визнання обраним | Освіта  | Партійна приналежність                        | Відомості про обраного депутата           |
| ------------------------------------------------------- | ----------------------------- | --------------------- | ------- | --------------------------------------------- | ----------------------------------------- |
| Народна Партія                                          |                               |                       |         |                                               |                                           |
| 1                                                       | Сірий Олександр Сергійович    | 02.11.2010            | вища    | позапартійний                                 | СВК «Калина», економіст                   |
| 2                                                       | Клюй Петро Олександрович      | 02.11.2010            | середня | член Народної партії                          | Молоко-Полісся, завскладом                |
| 7                                                       | Микитенко Микола Миколайович  | 02.11.2010            | середня | член Народної партії                          | Динамо-Олімп, різноробочий                |
| 8                                                       | Білоус Сергій Андрійович      | 02.11.2010            | середня | член Народної партії                          | СВК Калина, шофер                         |
| 12                                                      | Якименко Антоніна Анатоліївна | 08.11.2010            | середня | член Народної партії                          | СВК «Калина», обліковець                  |
| Партія регіонів                                         |                               |                       |         |                                               |                                           |
| 4                                                       | Боклаг Олександра Іванівна    | 02.11.2010            | середня | член Партії регіонів                          | Н.Млини лікарня, медсестра                |
| 5                                                       | Дорошенко Михайло Данилович   | 02.11.2010            | вища    | член Партії регіонів                          | пенсіонер                                 |
| 6                                                       | Литовка Михайло Михайлович    | 02.11.2010            | вища    | член Партії регіонів                          | Нові Млини Сільська рада, землевполрядник |
| 10                                                      | Музиченко Ніна Григорівна     | 02.11.2010            | середня | член Партії регіонів                          | Динамо-Олімп, бригадир                    |
| 13                                                      | Хабенко Володимир Миколайович | 02.11.2010            | середня | член Партії регіонів                          | Нові Млини ССТ, продавець                 |
| 14                                                      | Рябенко Тамара Петрівна       | 02.11.2010            | середня | член Партії регіонів                          | Новомлинівська сільська рада, секретар    |
| 16                                                      | Козаченко Ольга Іванівна      | 02.11.2010            | вища    | член Партії регіонів                          | загальноосвітня школа, вчитель            |
| Політична партія Всеукраїнське об'єднання «Батьківщина» |                               |                       |         |                                               |                                           |
| 3                                                       | Моргун Ольга Анатоліївна      | 02.11.2010            | середня | член Всеукраїнського об'єднання «Батьківщина» | Динамо-Олімп, касир                       |
| 9                                                       | Заєць Валентина Федосіївна    | 02.11.2010            | середня | член Всеукраїнського об'єднання «Батьківщина» | Відділення зв'язку, начальник             |
| Політична партія «Сильна Україна»                       |                               |                       |         |                                               |                                           |
| 15                                                      | Іллєнко Ольга Іванівна        | 02.11.2010            | вища    | член Політичної партії «Сильна Україна»       | Новомлинівська сільська рада, бухгалтер   |
| Самовисування                                           |                               |                       |         |                                               |                                           |
| 11                                                      | Прокопій Юрій Георгійович     | 02.11.2010            | вища    | позапартійний                                 | тимчасово не працює                       |